# Kleine Jannetje
Kleine Jannetje (Waddinxveen, ca.1654 - Sneek) was een opmerkelijk figuur in de Nederlandse stad Sneek. Zij was een bekende dwerg en werd als zodanig beschreven in de Kroniek van Eelco Napjus.
Kleine Jannetje wordt beschreven in de Geschiedkundige kroniek van Napjus. Zij woonde aan de Nauwe Noorderhorne in het begin van de 17e eeuw. Haar lengte bedroeg slechts 3 voet, tegenwoordig 90 centimeter.
Opmerkelijk is dat Jannetje was getrouwd met een reus; Lange Jacob. Hij was 245 centimeter lang.
In Sneek ging een vers rond over Kleine Jannetje:
't Is korte Jannetje, aan een' langen vent getrouwd;
Een wijzen karel, die deez' gulden spreuk onthoudt;
Een vrouw is kwaad, een pest in 't huis; en wil je mallen
(of liever moet je) kies dan het kleinste kwaad van allen.